# Anolis elcopeensis
Anolis elcopeensis — вид ігуаноподібних ящірок родини анолісових (Dactyloidae). Ендемік Панами. Описаний у 2015 році.

## Поширення і екологія
Anolis elcopeensis відомі з типової місцевості, розташованої у національному парку  імені Омара Торріхоса в центральній Панамі. Вони живуть в тропічних лісах.